# Ipso iure
Ipso iure o ipso jure és una locusió llatina que pot traduir-se com «per virtut del dret» o «de ple dret». Es considera oposada a l'expressió ipso facto, que es pot traduir com «per virtut del fet». També s'utilitza com un adverbi.

## Ús
En l'àmbit jurídic, l'expressió ipso iure serveix per a referir-se a una conseqüència jurídica que es produeix sense necessitat que ocorri un fet o acte, sinó pel mateix Dret.
Per això, aquesta expressió serveix per a descriure a aquells efectes que es produeixen sense requeriment o instància de part, i que els produeix la mateixa norma jurídica. Per exemple, en el cas que un acte sigui nul, la nul·litat es produeix ipso iure, sense necessitat que ningú la sol·liciti. Mentre que l'anul·labilitat ha de ser sol·licitada per la part que se sent perjudicada, pel que es produeix ipso facto.